# Dimos Folegandros
Dimos Folegandros (Folegandros) är en kommun i Grekland.   Den ligger i prefekturen Kykladerna och regionen Sydegeiska öarna, i den sydöstra delen av landet, 180 km sydost om huvudstaden Aten. Antalet invånare är 676. Dimos Folegandros ligger på ön Nísos Folégandros.